# Masaya Nakamura
Masaya Nakamura (中村 雅哉?; Tokyo, 24 dicembre 1925 – 22 gennaio 2017) è stato un imprenditore giapponese, fondatore nel 1955 della  Namco, divenuta celebre soprattutto per il videogioco Pac-Man lanciato nel 1980.
Considerato un pioniere nell'industria dei videogiochi per i suoi successi e una delle figure più importanti nella storia dei videogiochi, fu insignito nel 2007 dell'"Ordine del Sol Levante, Raggi d'Oro con Rosetta" dal governo giapponese per i suoi contributi ai videogiochi. Fu inserito nella International Video Game Hall of Fame nel 2010. 

## Biografia
Masaya Nakamura nacque il 24 dicembre 1925 a Tokyo. Si laureò in costruzioni navali presso lo Yokohama Institute of Technology nel 1948, ma dopo la seconda guerra mondiale non fu in grado di assicurarsi un lavoro con la sua esperienza. Suo padre possedeva un'attività di riparazione di fucili da caccia in un grande magazzino di Tokyo. 
Sulla scia della ripresa economica del Giappone, il 1º giugno 1955 Nakamura fondò la propria società, la "Nakamura Seisakusho, Ltd.".  A partire da 3.000 dollari, acquistò due giostre meccaniche a dondolo che dovettero essere installate sul tetto di un grande magazzino a causa della forte concorrenza.  Ogni giorno, Nakamura puliva e riparava le giostre, se necessario, e salutava le madri dei bambini quando arrivavano. La sua azienda fu rinominata "Nakamura Manufacturing Co., Limited." nel 1959. In seguito, Nakamura strinse un accordo con la catena di grandi magazzini Mitsukoshi nei primi anni '60 per installare una giostra sul tetto di uno dei loro negozi. Questa corsa, chiamata "Roadaway Race", era popolare tra i bambini e portò Mitsukoshi a commissionare a Nakamura e alla sua azienda l'installazione di giostre simili per tutti i loro negozi. L'azienda di Nakamura continuò a progettare giochi meccanici simili per altri negozi: uno di questi giochi era Periscope (1965),  si diceva fosse il primo gioco che aveva progettato lui stesso. 
Morì il 22 gennaio 2017 all'età di 91 anni.